# Ilona Singer-Weinberger
Ilona Singer–Weinberger, rozená Singerová (8. června 1905 Budapešť – po 15. květnu 1944 Koncentrační tábor Osvětim) byla česká malířka židovského původu, oběť holokaustu.

## Životopis
Narodila se jako Ilona Singer v Budapešti v německojazyčné židovské rodině Arnolda Singera z Prahy a jeho manželky Malvíny (Milky či Milly), rozené Rindlerové, pocházející rovněž z Prahy. Rodina se pohybovala mezi Prahou, Vídní a Budapeští.
Ilona studovala na Sjednocené státní škole pro volné a užité umění v Berlíně. Během studií se Ilona Singer stylem své tvorby přiklonila k nové věcnosti, inspirovala se malbou Alexandra Kanoldta. Jako host se účastnila výstav pořádaných Prager Secession, poprvé na podzim roku 1930.
Ve 2. polovině 30. let se Ilona Singer provdala za Felixe Weinbergera (* 1904 Hodonín–1944 Osvětim) a přestěhovala se za ním do Hodonína, odkud byla s celou rodinou deportována do Terezína. V květnu 1944 pak byli všichni v transportech dopraveni do vyhlazovacího koncentračního tábora v Osvětimi.

## Dílo

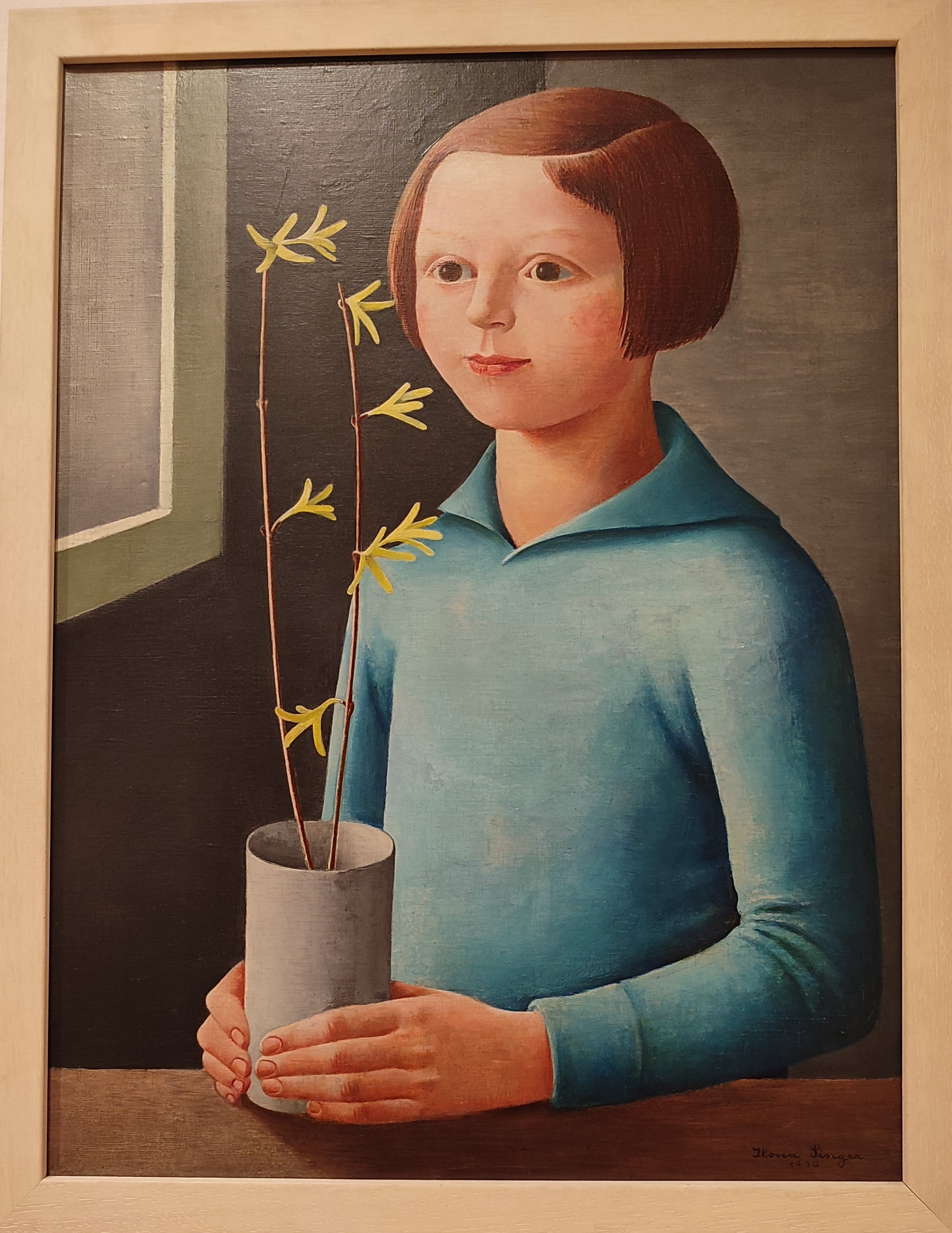
Děvče se zlatým deštěm (asi 1930)

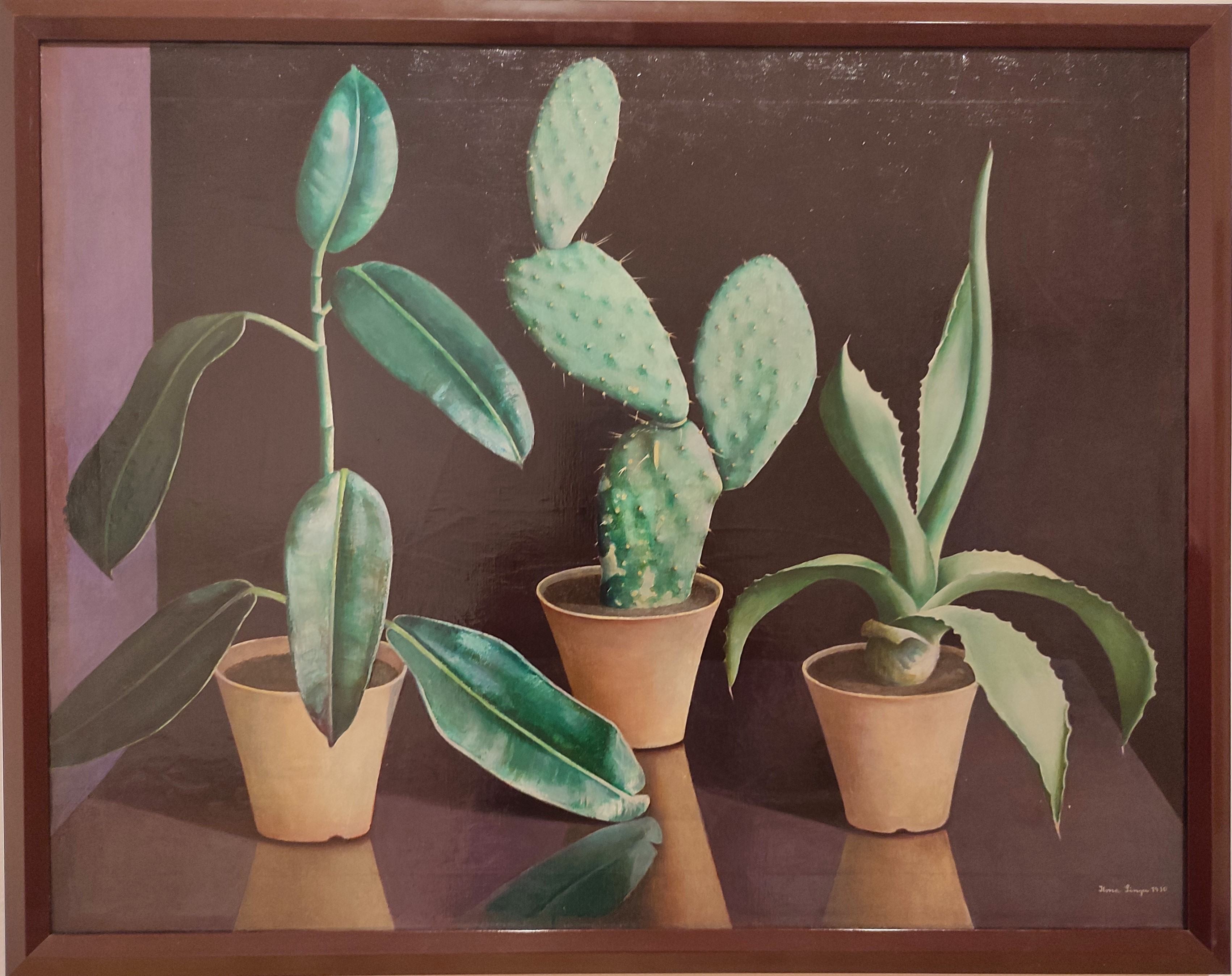
Zátiší s kaktusy a fíkusem (1930)

Ilona Singer zůstávala jako malířka dlouho zapomenuta. Poprvé ji do kontextu německojazyčných výtvarníků v českých zemích zařadila Hana Rousová a následně představila na výstavě v roce 1994 a v roce 2020 její dílo podrobně zhodnotil Ivo Habán.
Výběr z jejích prací se představil také v roce 2024 na výstavě Nové realismy, uspořádané Galerií hlavního města Prahy v Městské knihovně v Praze.
Dochované obrazy ukazují na vývoj od expresionismu až po novou věcnost. Náměty jsou portréty, postavy, krajiny nebo zátiší. Z nich soubor 3 obrazů a konvolutu kreseb je ve sbírkách Židovského muzea v Praze.

### Příklady obrazů
- Děvče se zlatám deštěm (1930)
- Portrét muže s cigaretou
- Zátiší s kaktusy a fíkusem (1930)[7]
- Květiny ve džbánku
- Konvolut kreseb ve sbírkách Židovského muzea v Praze